# 若宮貞夫
若宮 貞夫（わかみや さだお、明治8年（1875年）1月5日 - 昭和21年（1946年）9月8日）は、日本の逓信官僚、政治家。衆議院議員。東京府平民。位階および勲等は従三位・勲二等。
元総理大臣の橋本龍太郎および元高知県知事橋本大二郎の外祖父。

## 来歴
兵庫県城崎郡豊岡町（現在の豊岡市）の西楽寺に、熊本県人で僧侶である若宮正海の三男として生まれる。
開成中学校、第二高等学校を経て、1899年（明治32年）7月、東京帝国大学法科大学政治学科を卒業。同年11月、文官高等試験に合格し、同年12月、逓信省に入り逓信属・管船局勤務となる。また、兄正音の養子となる。 1902年（明治35年）家督を相続する。
北海道逓信局長、北部逓信局長、管船局長兼高等海員審判所長、戦時船舶管理局長などを歴任。1922年（大正11年）6月、逓信次官に就任し、翌年4月、航空局長を兼務した。1924年（大正13年）1月に退官。
同年5月、第15回総選挙に兵庫第12区から出馬し初当選。立憲政友会に属した。選挙区の区割り変更で、第16回総選挙から兵庫第5区から出馬し、第20回総選挙まで連続6回の当選を果した。1931年（昭和6年）12月、犬養内閣の陸軍政務次官に就任。1934年（昭和9年）3月から翌年3月まで政友会幹事長を務めた。1941年（昭和16年）11月、鳩山一郎を中心とした同交会結成に参加。
その他、衆議院予算委員会長、無線電信講習所（現在の電気通信大学の前身）の第二代所長、電信協会会長、国連協会理事なども務めた。昭和21年9月8日薨去。墓所は青山霊園1-イ-19-3。戒名は顕正院殿釈貞真大居士。

## 栄典
- 1920年（大正9年）11月1日 - 勲二等瑞宝章[3]
- 1930年（昭和5年）12月5日 - 帝都復興記念章[4]

## 人物
- 粛軍演説や反軍演説を行った立憲民政党斎藤隆夫と同じ選出選挙区（兵庫第5区・但馬選挙区）で、斎藤の除名採決のときには棄権し、除名になった斎藤を「私も君と行を同じくする」と励ます。その言葉通り、斎藤と同じく1942年（昭和17年）の翼賛選挙（第21回総選挙）では非推薦で立候補したが、僅差で落選した。

## 家族・親族

### 若宮家

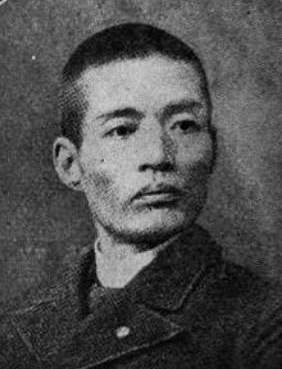
兄であり養父となった若宮正音

熊本県、兵庫県城崎郡豊岡町（現在の豊岡市）、東京市赤坂区四ノ一
- 父・正海法師（熊本県人、僧、兵庫県豊岡町の西楽寺住職）
？ -  明治30年7月2日[1]
- 長兄・正音（正海の長男[5]。農商務省商工局長、逓信省電務局長、無線電信講習所初代所長）
安政元年生（1854年）[1] - 大正13年4月5日没
大阪師範学校卒業後岡山などで教員を務めたのち、和歌山新聞の編集長を経て上京、内務省に入り、福井県地理課長から駅逓局に転じ、逓信書記官文書課長として電信規則法案を編成後、榎本武揚逓信大臣秘書官、工務局長を経て1891年に初代電務局長となった[6][7]。退官後は板垣退助に従い政界運動ののち実業に転じ、入山採炭や東邦火災保険などの役員を務めた[7]。
- 養母・よね（正音の妻。愛知県、勝野秀雄の長女[2]）
慶応3年（1867年） -  昭和14年2月4日
- 次兄・若宮正響（西楽寺住職）[6]
- 妻・こと（福井県敦賀町、大和田荘太郎の二女[2]。京都府立第一高等女学校出身。姉の夫に大和田久兵衛）
明治14年（1881年）10月生[2] - 昭和40年10月25日没
- 男・甲太郎
明治38年（1905年）9月生[2] - 昭和63年2月2日没
- 長女・糸（鹿児島県、長井実行に嫁す[2]。御茶の水高等女学校出身[8]）
明治41年（1908年）8月生[2] - 没
- 二女・文[2]（三輪田高等女学校出身[8]）
明治43年（1910年）9月生[2] - 没
- 三女・章（中村貫之男爵の妻。千代田高等女学校出身[8]）
大正元年（1912年）9月生[2] -
- 四女・正（東京、大蔵官僚、政治家橋本龍伍の妻、橋本大二郎の母）
大正3年（1914年）4月生[2] -
- 二男・乙二郎[2]
大正11年（1922年）11月生[2] -
- 養妹・貞（大島寛爾長男・卓爾の妻）[8]